# Kirmington
Kirmington est un village et une paroisse civile localisé au North Lincolnshire, Angleterre, Royaume-Uni. Il longe le nord de la route A18, à 8 km (5 miles) à l'Ouest d'Immingham et à 11 km (7 miles) à l'Est de Brigg. Il se situe à moins d'un km (1 mile) de l'Aéroport international de Humberside. Kirmington recensait 337 habitants en 2001.